# Гриб зимовий
Гриб зимовий, опеньок зимовий (Flammulina velutipes (Curtis) Singer; Collybia velutipes (Kurt. ex Fr.) Kumm.) — вид деревних їстівних грибів із роду Flammulina родини Marasmiaceae. Місцеві назви — вербівка, лубинка зимова, фламуліна.

## Назва
У Великій Британії його називають velvet shank.  
Вид спочатку був описаний в Англії ботаніком Вільямом Кертісом у 1782 році як Agaricus velutipes. Рольф Зінгер перевів його в рід Flammulina в 1951 році.

## Етимологія
Родова латинська назва Flammulina вказує на подібність до Flammula, іншого роду грибів, а його назва, в свою чергу, латиною означає «вогник» і вказує на колір гриба. Видовий епітет velutipes утворений із латинських слів velutinus («укритий тонкими волосинками») і pes («нога») — йдеться про покриту волосинками основу ніжки гриба.

## Класифікація
До недавнього часу Flammulina velutipes вважався односпецифічним з азійським Flammulina filiformis, який культивували в їжу як «енокітаке» або «золотистий гриб», але свіжі дослідження свідчать про те що під іменем Flammulina velutipes можуть бути об'єднані кілька видів.
На підставі досліджень морфологічних ознак та молекулярної філогенії на основі секвенування ДНК, Flammulina velutipes var. filiformis і Flammulina velutipes var. himalayana пропонуються як окремі види.

## Будова
Шапка 2–9(12) см у діаметрі, тонком'ясиста, опукло- або плоскорозпростерта, оранжево-руда, іржаво-жовта, жовтувато-, рудувато- або оранжувато-коричнювата, у центрі темніша, з тонким, світлішим краєм, гола, клейкувата, при підсиханні блискуча. Пластинки рідкі, білуваті, кремові або жовтуваті, при підсиханні рожевувато-жовтуваті. Спорова маса кремово-біла. Спори (7)8–9(10) × 3(4–6) мкм, гладенькі. Ніжка 3–10 × 0,5–1,5 см, здебільшого з довгим коренеподібним виростом, щільна, з віком порожня, міцна, коркувата, рудувато-темно-коричнева, донизу темніша, чорно-коричнева, вся волосисто-повстиста. М'якуш білий або жовтуватий, у ніжці внизу темніший, з слабким неприємним запахом, варений пахне приємно.

## Поширення та середовище існування
Зустрічається по всій Україні на пеньках та стовбурах листяних, зрідка хвойних дерев; групами; з осені до ранньої весни.

## Близькі види
Можна сплутати з  сірчано-жовтим опеньком (Hypholoma fasciculare), який є несправжній і отруйний та з отруйним грибом галерина облямована (Galerina marginata), яка має сріблясту ніжку з прожилками. А також з їстивним літнім опеньком (Kuehneromyces mutabilis).

## Використання
Добрий їстівний гриб у молодому стані (їстівна лише шапка). Використовують свіжим, маринованим, солоним та сушеним, висихає швидко, нетемніючи. Перед приготуванням відварюють.

## Спори грибів у космосі
1993 року в рамках місії D-2 було досліджено морфогенез зимового гриба в невагомості. Він був відправлений у космос на космічному човнику, ставши першим грибом, ріст якого вивчали у космосі. Вчені спостерігали за ростом фламуліни протягом 8 діб. Виявилося, що невагомість загалом не впливає на морфогенез і ріст плодових тіл (за винятком того, що вони починають рости у випадкових напрямках), хоча з'являлися й гриби з пласкими та скрученими ніжками.

## Галерея

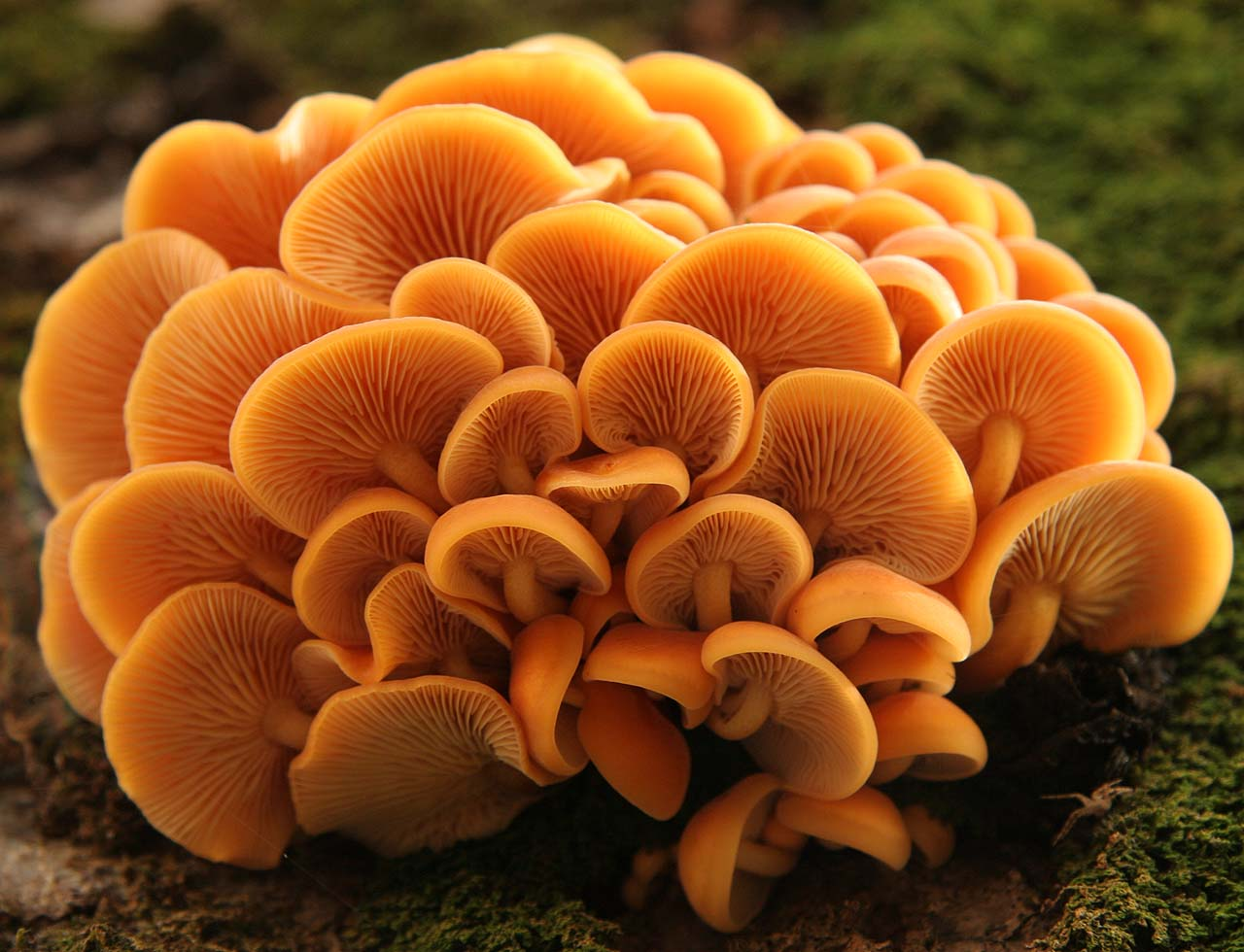
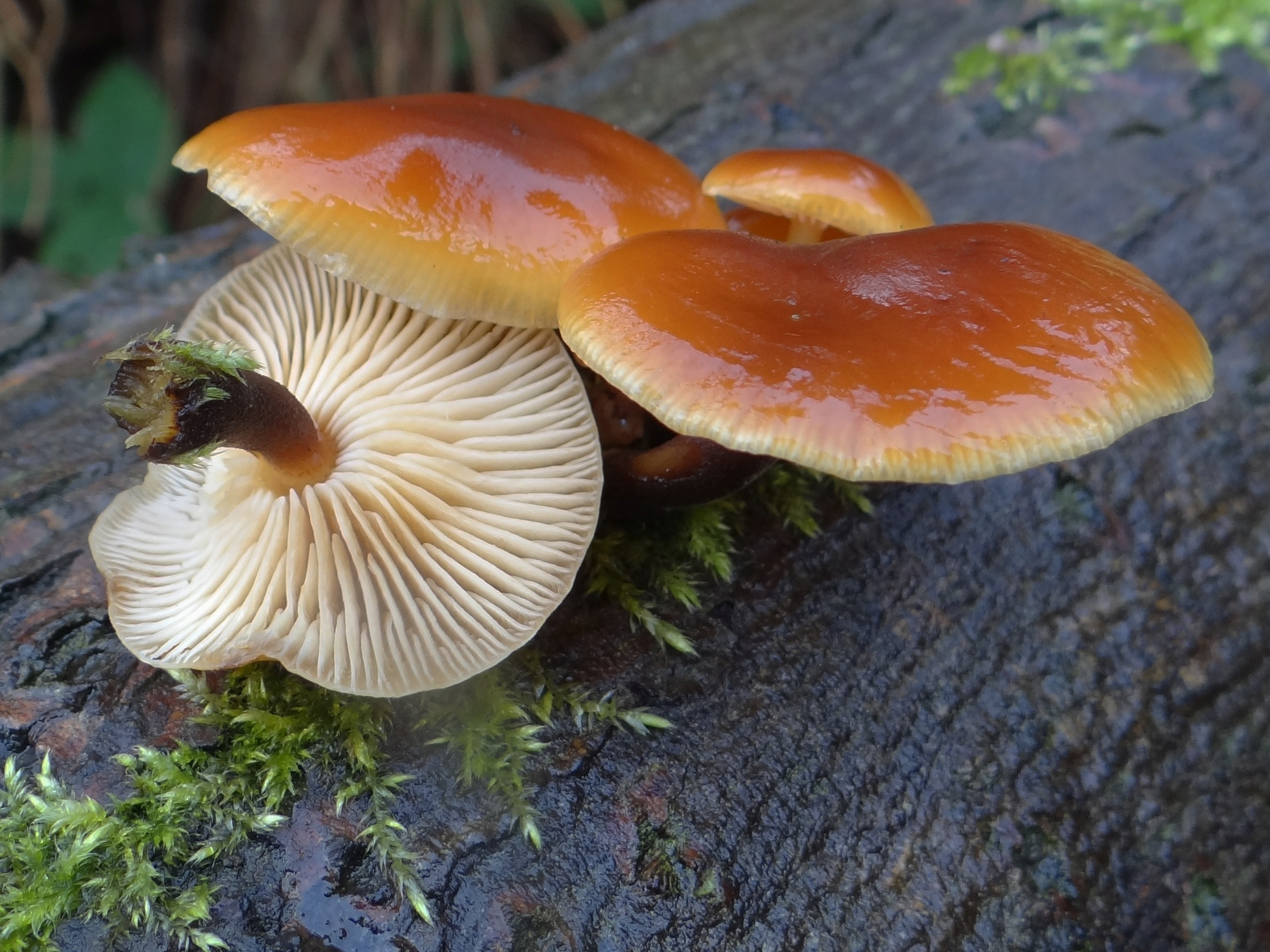
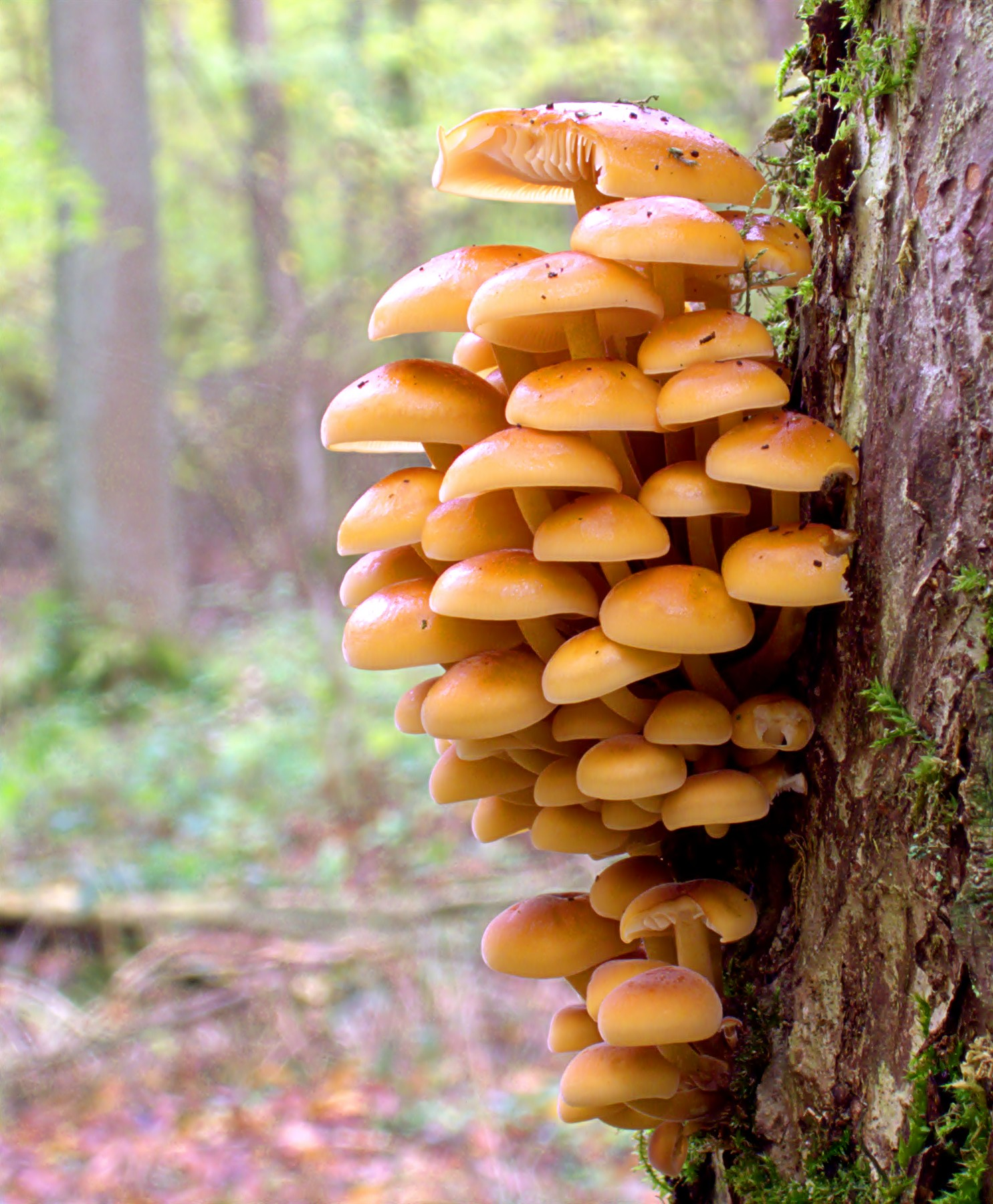
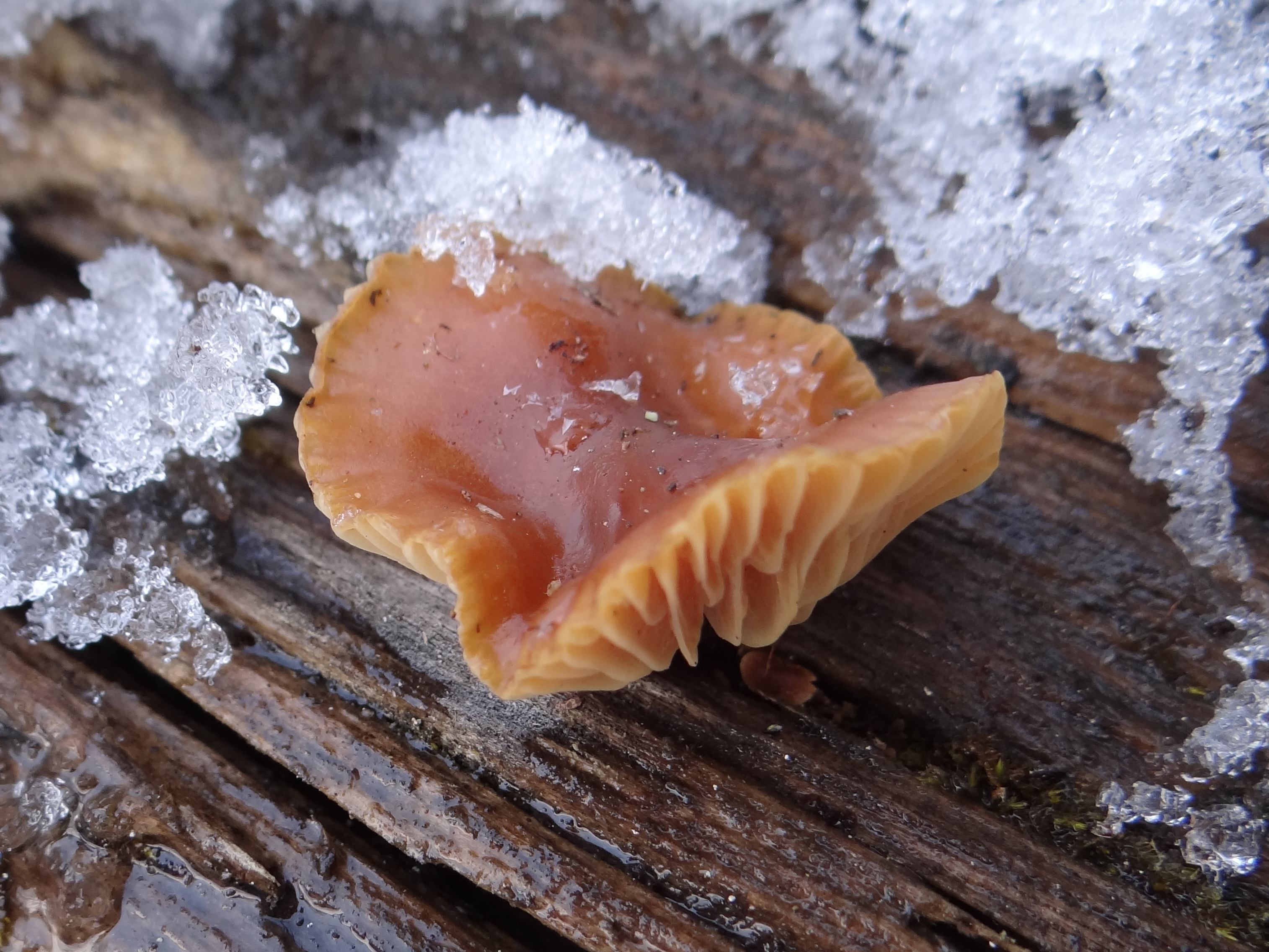